# Cooper-Standard Automotive
Cooper Standard Automotive Inc. o simplemente Cooper Standard es un proveedor global líder de sistemas y componentes para la industria automotriz, con sede en Novi, Míchigan. 
Los productos incluyen sellos de goma y plástico, líneas de combustible y frenos, mangueras de transferencia de fluidos y sistemas antivibración. Cooper Standard emplea aproximadamente a 32,000 personas en todo el mundo y opera en 20 países de todo el mundo. Durante la Segunda Guerra Mundial, Standard Products produjo 247.100 carabinas M1, con el receptor de las carabinas marcado: "STD. PRO". Tienen ubicaciones de fabricación en New Lexington, Ohio, Surgoinsville, Tennessee y Stratford, Ontario en Canadá, Aguascalientes, Mexico. entre otras 32 fábricas en América del Norte y 107 fábricas en todo el mundo.